# Bradfield (Berkshire)
Bradfield – wieś w Anglii, w hrabstwie ceremonialnym Berkshire, w dystrykcie (unitary authority) West Berkshire. Leży nad rzeką Pang, 12 km na zachód od centrum miasta Reading i 70 km na zachód od centrum Londynu. W 2001 miejscowość liczyła 1673 mieszkańców.